# Jan C. Schuhr
Jan C. Schuhr (* 1975) ist ein deutscher Rechtswissenschaftler und Hochschullehrer an der Ruprecht-Karls-Universität Heidelberg.

## Leben
Schuhr studierte Rechtswissenschaften und Mathematik an der Universität Erlangen. Dort legte er 1999 sein Erstes Juristisches Staatsexamen ab, 2000 die Diplom-Vorprüfung in Mathematik. Anschließend arbeitete er als wissenschaftlicher Mitarbeiter von Joachim Hruschka und Hans Kudlich in Erlangen. Es folgte ab Oktober 2003 das Referendariat am Oberlandesgericht Nürnberg, das 2005 mit dem Zweiten Staatsexamen beendete. Im selben Jahr promovierte er an der Universität Erlangen-Nürnberg zum Dr. iur. Anschließend arbeitete er als wissenschaftlicher Assistent, später als Akademischer Rat auf Zeit am Lehrstuhl von Kudlich, in Nebentätigkeit als Rechtsanwalt in Erlangen. Im Juli 2015 schloss er an der Universität Erlangen-Nürnberg seine Habilitation ab und erhielt die Venia legendi für die Fächer Strafrecht, Strafprozessrecht, Medizin- und Wirtschaftsrecht, Rechtsphilosophie.
Im Sommersemester 2015 und wieder im Wintersemester 2016/17 vertrat Schuhr einen Lehrstuhl an der Universität Heidelberg. In den beiden dazwischen liegenden Semestern vertrat er einen Lehrstuhl an der Universität Augsburg. Zum Sommersemester 2017 nahm er unter Ablehnung eines Rufes der Universität Passau einen Ruf der Universität Heidelberg an, wo Schuhr in Nachfolge von Thomas Hillenkamp seitdem den ehemals von ihm vertretenen Lehrstuhl für Strafrecht und Strafprozessrecht unter besonderer Berücksichtigung des Medizinrechts innehat. Seit 2019 ist er zudem Direktor des gemeinsamen Instituts für Deutsches, Europäisches und Internationales Medizinrecht, Gesundheitsrecht und Bioethik (IMGB) der Universitäten Heidelberg und Mannheim.

## Werke (Auswahl)
Schuhrs Forschungsschwerpunkte liegen insbesondere bei den verfassungsrechtlichen Grundsätzen des Strafrechts, den Vermögensdelikten und dem Medizinstrafrecht, sowie der Rechtsphilosophie. Bekanntheit erlangte er insbesondere auch durch seine strafrechtlichen Kommentierungen im von Andreas Spickhoff herausgegebenen Kommentar zum Medizinrecht. Neuerdings widmet er sich auch den rechtsphilosophische Fragen von Automatisierung und künstlicher Intelligenz.
- Rechtsdogmatik als Wissenschaft - Rechtliche Theorien und Modelle. Duncker & Humblot, Berlin 2006, ISBN 978-3-428-12079-6 (Dissertation).
- mit Wolfgang Wohlers und Hans Kudlich: Klausuren und Hausarbeiten im Strafrecht. 4. Auflage. Nomos, Baden-Baden 2014, ISBN 978-3-8487-1253-3.
- Jan C. Schuhr (Hrsg.): Rechtssicherheit durch Rechtswissenschaft. Mohr Siebeck, Tübingen 2014, ISBN 978-3-16-153577-2.
- mit Mustafa Temmuz Oğlakcıoğlu und Christian Rückert (Hrsg.): Axiome des nationalen und internationalen Strafverfahrensrechts. Nomos, Baden-Baden 2016, ISBN 978-3-8487-3028-5.